# Урочище «Верхнє Озерище»
Урочище «Ве́рхнє Озе́рище» — комплексна пам'ятка природи загальнодержавного значення в Україні. Розташована в межах Надвірнянського району Івано-Франківської області, на південний захід від села Бистриця.
Площа 48 га. Створена 1975 року. Перебуває у віданні ДП «Надвірнянський держлісгосп» (Річанське л-во, кв. 20, вид. 20-29; кв. 23, вид. 28-30; кв. 24, вид. 1).
Розташована в мальовничій гірській улоговині на висоті 1100 — 1200 м, на північних схилах хребта Братківський (на північний схід від гори Гропа), що в гірському масиві Ґорґани. Схили вкриті високогірними ялиновими пралісами з невеликою домішкою бука та сосни гірської, вище — субальпійські луки.
У 2018 році ГО «Карпатські стежки» встановило новий охоронний аншлаг.

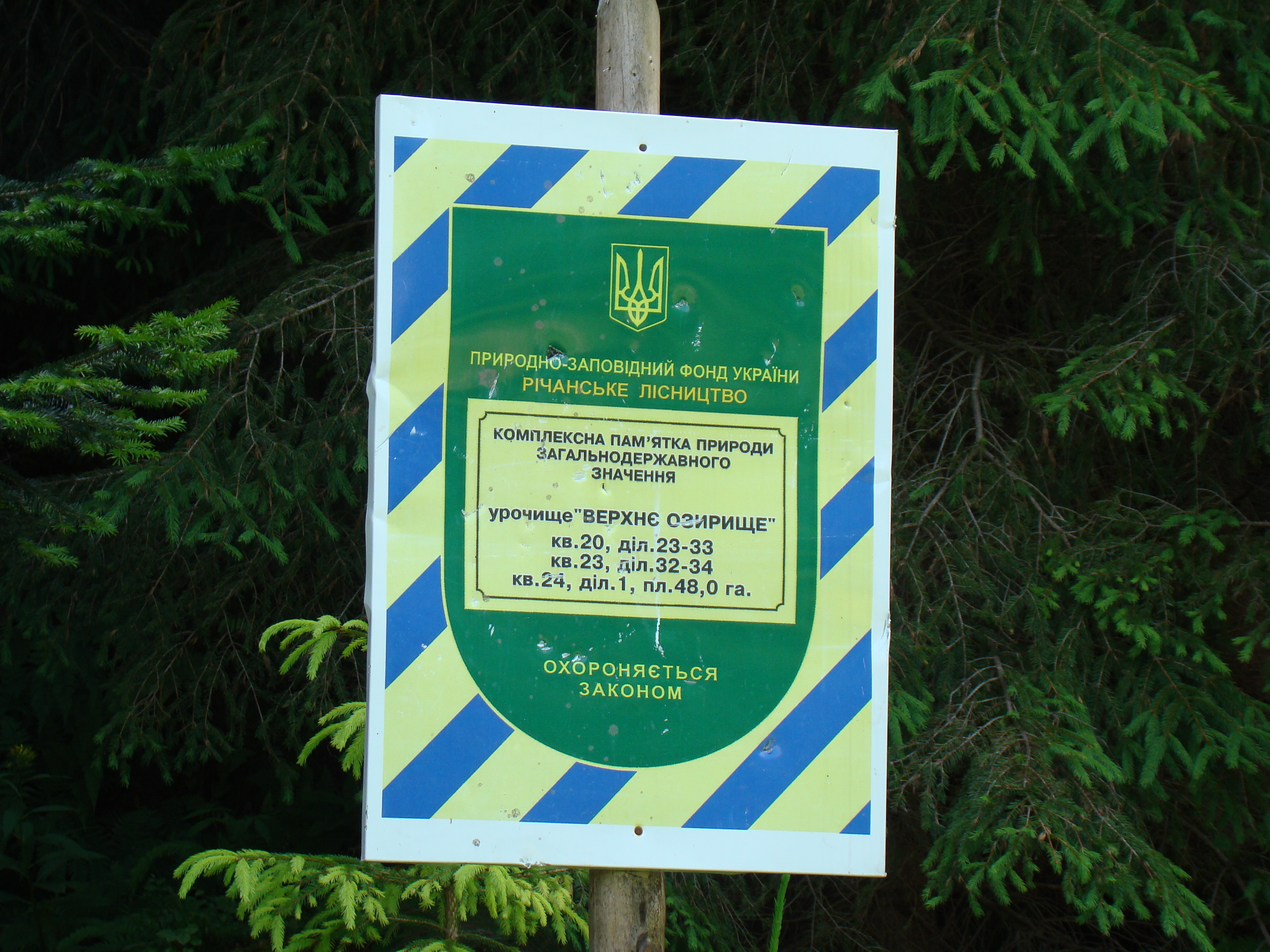
Інформаційно-охоронний знак Верхнє Озерище (дані застаріли)